# Љубомир Убавкић Пендула
Љубомир Убавкић „Пендула” (Оточац, 13. јануар 1931 — Крагујевац, 20. октобар 2017) био је српски глумац.

## Биографија
Рођен у Оточцу, у Лици, у старој Краљевини Југославији, где му је отац службовао као официр.
Као дете долази у Крагујевац и прве глумачке кораке прави у Драмској секцији крагујевачке Друге мушке гимназије, ОКУД-у „Срета Младеновић” и Драмском студију Дома омладине. Ту га је пре више од шест деценија запазио тадашњи истакнути крагујевачки глумац Стеван Мишић Цеца, и одвео га ондашњем управнику позоришта у Крагујевцу Љубиши Ружићу. Осим на домаћим позоришним сценама играо је и у Аустрији, Немачкој, Француској, Бугарској, Пољској, Швајцарској, Америци и Канади. Љубомир Убавкић Пендула је у позоришту одиграо преко 300 улога.

## Награде
- 1967. - Сусрети професионалних позоришта Србије Јоаким Вујић Награда за глумачка остварења
- 1972. - Сусрети професионалних позоришта Србије Јоаким Вујић Награда за глумачка остварења
- 1976. - Статуета Ћуран
- 1980. - Сусрети професионалних позоришта Србије Јоаким Вујић Награда „Сима Крстовић“ за најбољу мушку улогу
- 1980. - Статуета Ћуран
- 1982. - Сусрети професионалних позоришта Србије Јоаким Вујић Награда за глумачка остварења
- 1982. - Статуета Ћуран
- 1986. - Сусрети професионалних позоришта Србије Јоаким Вујић Награда за неговање сценског језика и културу говора
- 1988. - Сусрети професионалних позоришта Србије Јоаким Вујић Награда за глумачка остварења
- 1991. - Статуета Јоаким Вујић[3]
- 1994. - Нушићева награда
- 2002. - Прстен са ликом Јоакима Вујића[3]
- 2005. - Златни ћуран

## Улоге
| Год.       | Назив                               | Улога                      |
| ---------- | ----------------------------------- | -------------------------- |
| 1960-е     |                                     |                            |
| 1967.      | Забавља вас Мија Алексић (серија)   |                            |
| 1968.      | Самци (ТВ серија)                   |                            |
| 1968.      | Наше приредбе (мини-серија)         |                            |
| 1968.      | Топчидерска река (ТВ)               |                            |
| 1969.      | Крвава бајка                        | Прцко                      |
| 1969.      | Самци 2 (серија)                    |                            |
| 1969.      | Закопајте мртве (ТВ)                |                            |
| 1969.      | Заобилазни Арчибалд (серија)        |                            |
| 1970-е     |                                     |                            |
| 1971.      | Чеп који не пропушта воду (ТВ)      | Ђоша                       |
| 1971.      | Леваци (серија)                     | Зорин кум Шпира            |
| 1972.      | Време коња                          |                            |
| 1972.      | Глумац је, глумац (серија)          |                            |
| 1972.      | Звезде су очи ратника               | Лазар Попадић              |
| 1972.      | Грађани села Луга (серија)          | Глумац Чедомир Калоперовић |
| 1973.      | Каменолом (ТВ)                      |                            |
| 1973.      | Наше приредбе (ТВ серија)           |                            |
| 1973.      | Филип на коњу (мини-серија)         | Кувар                      |
| 1975.      | Позориште у кући 3 (серија)         | Власта                     |
| 1975.      | Отписани (серија)                   | Жиле                       |
| 1976.      | Два другара (серија)                |                            |
| 1977.      | Под старост (ТВ)                    |                            |
| 1977.      | Више од игре (серија)               | Манојло Табанаш            |
| 1978.      | Сва чуда света                      |                            |
| 1978.      | Повратак отписаних (серија)         | Жиле                       |
| 1980-е     |                                     |                            |
| 1980.      | Врућ ветар (серија)                 | Сељак                      |
| 1981.      | Краљевски воз                       | Пијани путник              |
| 1982.      | Приче преко пуне линије (серија)    |                            |
| 1984.      | Др (ТВ)                             | Живота Цвијовић            |
| 1988.      | Ортаци                              | Лидијин муж                |
| 1988.      | Инат                                | Лаза Буцук                 |
| 1990-е     |                                     |                            |
| 1996.      | Срећни људи (серија)                | Мајстор                    |
| 1997.      | Чкаља Но. 1 (видео)                 |                            |
| 2000-те    |                                     |                            |
| 2009–2011. | Село гори, а баба се чешља (серија) | Пензионер                  |